# Eburia perezi
Eburia perezi är en skalbaggsart som beskrevs av Chemsak och Giesbert 1986. Eburia perezi ingår i släktet Eburia och familjen långhorningar. Inga underarter finns listade i Catalogue of Life.